# عزبة عدس
عزبة عدس أو صحارة، ويطلق عليها اختصاراً الصحارة، هي إحدى قرى مركز منوف التابعة لمحافظة المنوفية في مصر.